# Demolition (wrestling)
I Demolition sono stati un tag team di wrestling attivo tra il 1987 e il 1990 e ancora tra il 2007 e il 2017, composto da Ax e Smash; ai due più tardi si aggiunse Crush.

## Carriera

### Nascita del team
Bill Eadie e Randy Colley crearono la gimmick dei Demolition (rispettivamente Ax e Smash) alla fine del 1986 mentre erano sotto contratto con la World Wrestling Federation. Successivamente al loro debutto, avvenuto nel gennaio 1987 durante la registrazione di Wrestling Challenge e Superstars of Wrestling, dopo pochi match Colley fu rimpiazzato da Barry Darsow (che rimarrà per tutta la carriera della squadra) per ragioni che differiscono a seconda della fonte: secondo alcuni era ancora riconoscibile come Moondog Rex, ex membro dei Moondogs, mentre per altri vi era una disputa contrattuale con la WWF che lo spinse a lasciare la compagnia subito dopo.
Poiché i Demolition avevano il viso dipinto, parlavano con voce roca e nei loro incontri dominavano la scena, molti fan pensano che per la creazione della gimmick ci si sia ispirati a quella dei Road Warriors. Il tag team venne creato di proposito dato che la WWF in quegli anni non riuscì a mettere questi ultimi sotto contratto.

### Il dominio dei Demolition

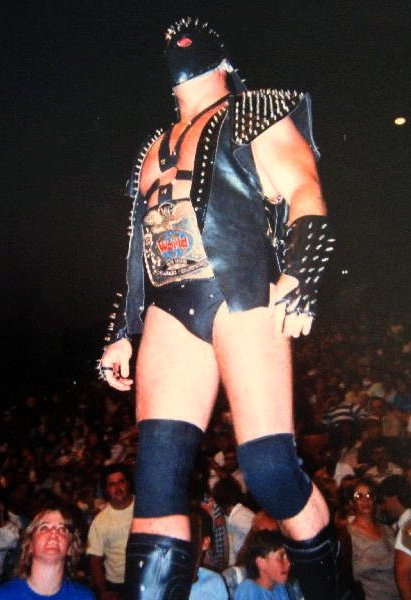
Ax con il titolo mondiale di coppia WWF

Dopo aver debuttato con il manager "Lucious" Johnny V al loro fianco, il team venne in seguito associato a Mr. Fuji, il quale iniziò a dipingersi il volto nello stile del team.
Con Fuji al loro fianco, il duo vinse per la prima volta il titolo mondiale di coppia WWF sconfiggendo Tito Santana e Rick Martel a WrestleMania IV il 27 marzo 1988.
Difesero il titolo con facilità contro molti dei più quotati tag team della federazione, tra cui i British Bulldogs nell'edizione di luglio di Wrestlefest, e la Hart Foundation durante la prima edizione di SummerSlam il mese successivo. A quei tempi, infatti, la divisione tag team era molto vasta, piena di coppie di grande talento e popolarità. I Demolition detennero il titolo per 478 giorni, record rimasto imbattuto sino al 2016, finché i Brain Busters, capitanati da Bobby "The Brain" Heenan, li sconfissero in un "2 Out of 3 Falls match" nel corso di una puntata di Saturday Night Main Event. Prima di perdere il titolo, il team ebbe un lungo feud con i Powers of Pain; alle Survivor Series 1988 Mr. Fuji tradì i Demolition (facendoli eliminare dal tag team Elimination match per conteggio fuori ring) per passare dalla parte dei Powers of Pain. Questo tradimento di Mr. Fuji fu dovuto al fatto che Ax e Smash, secondo lui, stavano riscuotendo successo e popolarità come campioni di coppia, lasciando nell'ombra il proprio manager che comunque aveva contribuito a diverse vittorie importanti della squadra e che nonostante ciò continuava ad essere fischiato dai fan. La resa dei conti avvenne a WrestleMania V, con i Demolition che vinsero eseguendo la mossa finale sul loro ex manager, che in quell'incontro lottava insieme ai Powers of Pain. Ax e Smash ebbero inoltre una parte importante nella Royal Rumble 1989, in quanto furono i primi due a salire sul ring per poi essere raggiunti dal terzo concorrente André the Giant, che li ha riportati immediatamente ad allearsi contro di lui e contro le successive superstar entranti. A SummerSlam 1989 batterono, insieme a Jim Duggan, i Twin Towers (Big Boss Man & Akeem) ed André the Giant. Il team riconquistò le cinture dai Brain Busters per poi perderle nuovamente contro i nuovi clienti di Bobby Heenan, la Colossal Connection. Le riconquisteranno a WrestleMania VI, utilizzando una tattica che impedì ad André the Giant di dare il cambio al suo compagno, lasciando Haku in totale balia dei Demolition. Dopo avere imprigionato Andre nelle corde del ring, i due schienarono Haku ridiventando campioni.

### Crush e nuovo turn heel
Nel 1990 Brian Adams si unì al team con il nome di Crush. Secondo la kayfabe, il suo ingresso fu conseguenza della nuova attitude da face dei Demolition; in realtà, la WWF si trovò costretta ad aggiungere Adams a causa dei problemi cardiaci di Eadie.
Riconquistate le cinture di coppia, Ax e Smash dovevano guardarsi da altri due tag team, che ambivano ai loro titoli: The Hart Foundation e  The Rockers.
La federazione impose alle coppie sfidanti di confrontarsi sul ring in una serata del Saturday Night Main Event. I Demolition le fecero squalificare entrambe e a causa di ciò i Rockers vennero nominati primi sfidanti al titolo. Nel match che ne seguì i Demolition si presentarono per la prima volta in tre. Da qui Crush acquistò un ruolo sempre più attivo, lottando accanto a Smash mentre Ax iniziò a comportarsi più come un manager. A quei tempi i Demolition fecero ricorso alla cosiddetta "Freebird Rule", un modo per permettere a due qualunque dei tre membri di combattere match di coppia, inclusi match per la difesa del Tag Team Championship. Durante l'incontro, Ax intervenne per aiutare gli altri due Demolition impegnati sul ring per permettergli di vincere l'incontro e conservare i titoli. I Rockers protestarono vivacemente supportati da Hart Foundation e Legion Of Doom, giunti a fine incontro per convincere l'arbitro del loro imbroglio.
L'arbitro convalidò la vittoria e i Demolition, ormai una stable, conservarono i titoli  per difenderli contro l'altra coppia sfidante alle cinture, la Hart Foundation. Le due formazioni collisero la prima volta all' angolo delle interviste di Brother Love. Bret Hart e Jim Neidhart protestavano contro il modo in cui avevano battuto i Rockers sul ring e i Demolition li aggredirono diventando nuovamente degli heel. 
Smash e Crush persero i titoli a SummerSlam 1990 in un 2 out of 3 Fall Match, a favore di The Hart Foundation (Bret Hart e Jim Neidhart). Anche qui, Ax sbucava da sotto il ring per dare il cambio a chi dei suoi compagni di coppia, era più stanco. Sopraggiunsero i Legion Of Doom che smascherarono l'imbroglio e Crush, distratto dalla loro presenza, venne schienato da Bret Hart per la vittoria finale.

### Il declino
Iniziarono una faida contro i Road Warriors che li vide sconfitti prima in un 6 men Tag Team Match, al Saturday Night Main Event, dove Ultimate Warrior, campione WWF, affiancò i Legion Of Doom. Smash venne schienato dal guerriero e la vittoria andò ai face.
Alle Survivor Series del 1990, Ax, Smash e Crush di nuovo al saldo di Mr. Fuji, furono capitanati da Mr.Perfect ancora contro i Legion of Doom ed Ultimate Warrior, più Texas Tornado, campione intercontinentale. Ax fu battuto dal guerriero mentre gli altri due Demolition vennero squalificati fuori dal ring insieme ad Hawk ed Animal.
Dopo Survivor Series, Ax lasciò la federazione. Smash e Crush continuarono da soli la faida contro i Legion of Doom in alcuni spettacoli televisivi dove vennero sempre sconfitti.
Persero l'ultimo match in modo alquanto imbarazzante  contro Genichiro Tenryu e Koji Kitao a WrestleMania VII.
Di lì lo scioglimento totale della coppia.

### Dopo la WWF

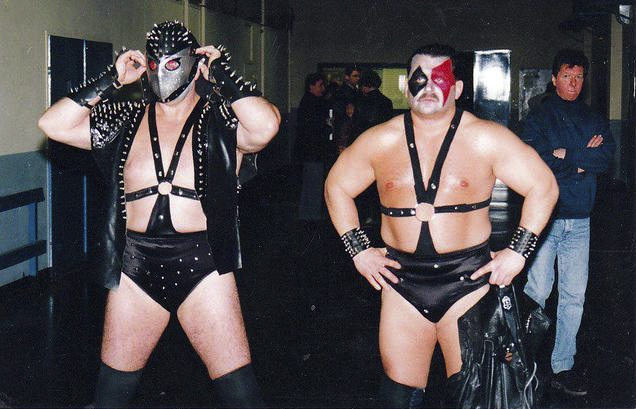
Demolition Ax & Blast

Lasciata la WWF, Eadie cominciò ad utilizzare il nome Axis the Demolisher nel circuito indipendente e riprese con sé il primo Smash, Randy Colley, e Carmine Azzato con il nome di Demolition Blast nel tentativo di riportare in vita il nome e la gimmick dei Demolition. La WWF inviò loro una lettera invitandoli a rinunciare ad interpretare la gimmick di proprietà della federazione.
Verso la metà degli anni novanta, Bill Eadie fece causa alla WWF per i diritti sul nome e la gimmick dei "Demolition", ma perse. Barry Darsow invece ha stipulato un contratto con la Jakks Pacific per la creazione di una action figure di Smash della serie "Leggende della WWF".
Il 1º aprile 2007 Darsow ed Eadie si riunirono per la prima volta in sedici anni all'evento "Meet the Legends" di Windsor, in Ontario e continuarono a lottare nel circuito indipendente fino al 2017.

## Nel wrestling

### Mossa finale
- Demolition Decapitation (Combinazione di backbreaker hold ed elbow drop dal paletto)

### Manager
- Luscious Johnny V
- Mr. Fuji

### Musiche d'ingresso
- Demolition di Rick Derringer (WWF)

## Titoli e riconoscimenti
Pro Wrestling Illustrated
- 59° tra i 100 migliori tag team nei PWI Years (2003)

Great Lakes Championship Wrestling
- GLCW Tag Team Championship (1)

United States Xtreme Wrestling
- USXW Tag Team Championship (1)

Keystone State Wrestling Alliance
- KSWA Tag Team Championship (1)

World Wrestling Federation
- WWF World Tag Team Championship[3] (3)
- Universal Pro Wrestling Hall Of Fame

Classe 2022